# 暴风雨 (游戏)
《暴风雨》是雅达利于1981年发行的街机游戏，原版由戴夫·陶依尔设计并编程。《暴风雨》为管道射击游戏，属于枪战游戏的一种，采用三维视角，环境固定。
游戏相当受欢迎，有众多移植版于续作。游戏是最早支持选关与难度（前面几个关卡可跳关）的电子游戏之一。